# Austrofascismo
O austrofascismo (em alemão:  Austrofaschismus) foi o regime autoritário instalado na Áustria com a constituição de maio de 1934 e encerrado com a anexação do recém-fundado Estado Federal da Áustria à Alemanha nazista em 1938. Este governo esteve baseado em um partido dirigente, a Frente Patriótica (Vaterländische Front), e em milícias paramilitares, a Heimwehr. Seus líderes foram Engelbert Dollfuss e, após o assassinato de Dollfuss, Kurt Schuschnigg, que foram anteriormente políticos do Partido Social Cristão, que foi rapidamente integrado no novo movimento.

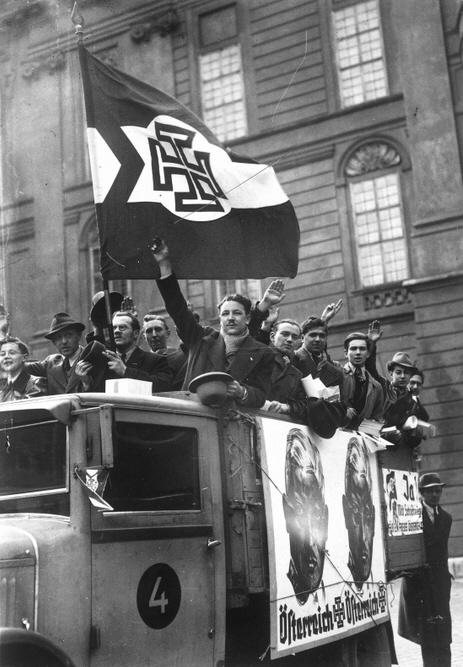
Austrofascistas em 1938.

O austrofascismo, que era católico e corporativista e adotava o nacionalismo austríaco, deve ser contrastado com o nacional-socialismo austríaco, que era pan-germânico e antissemita.

## Origem
A origem do movimento austrofascista está no Juramento de Korneuburg, uma declaração divulgada pela organização paramilitar social cristã Heimwehr em 18 de maio de 1930. A declaração condenou tanto a "luta de classes marxista" quanto às estruturas econômicas do "capitalismo liberal". Além disso, rejeitou explicitamente "o sistema parlamentar democrático ocidental e o estado multipartidário".
A declaração foi dirigida principalmente à oposição social-democrata, em grande parte em resposta ao Programa de Linz de 1926, e não foi tomada apenas pelo Heimwehr, mas também por muitos políticos sociais cristãos, colocando a Áustria no rumo de um sistema autoritário.
Ideologicamente, o Austrofascismo estava enraizado no catolicismo político da Áustria. Também se assemelhava um pouco ao fascismo italiano, conforme exposto por Giovanni Gentile.